# Das klagende Lied

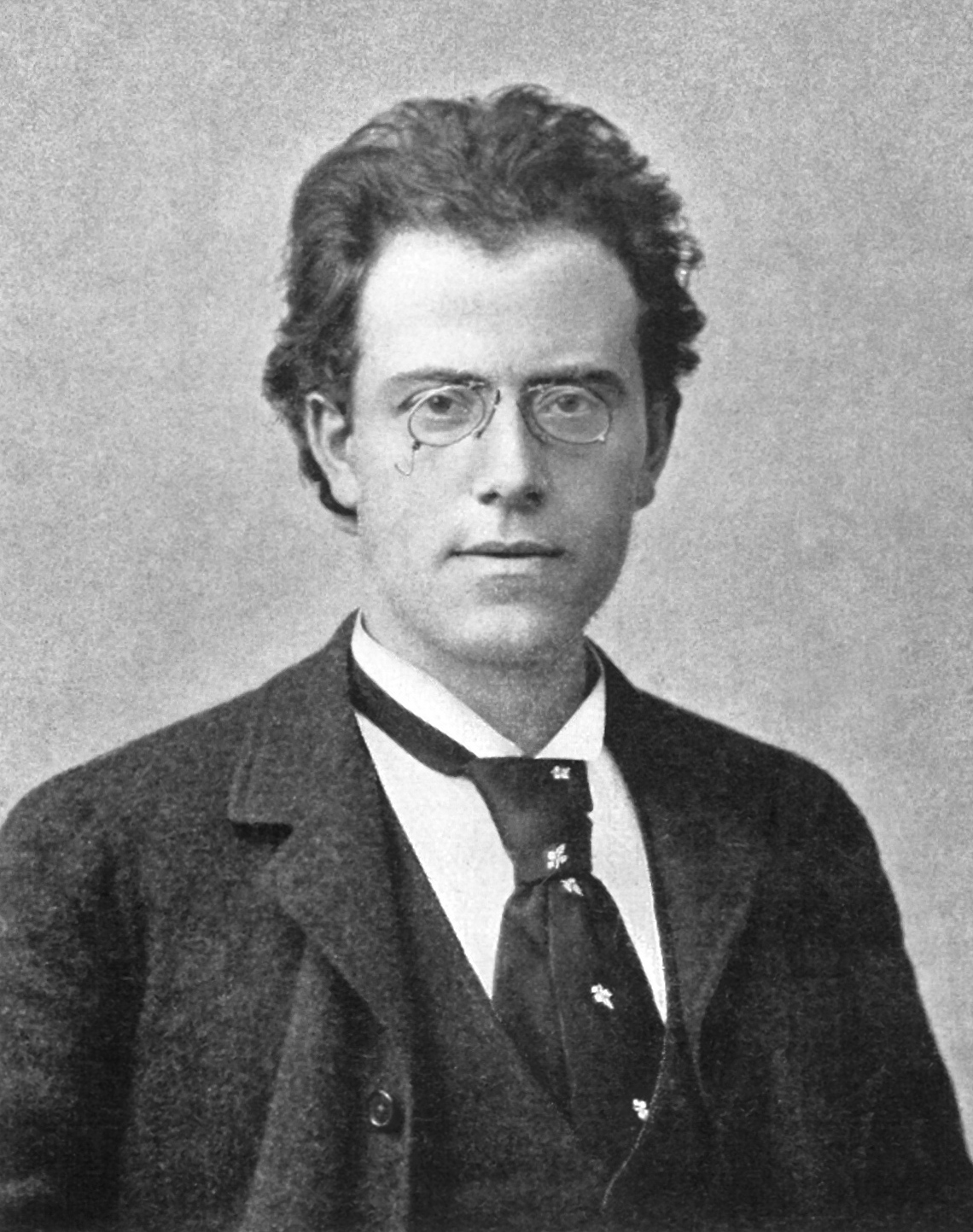
Gustav Mahler

Das klagende Lied (La Complainte) est une cantate profane pour soli, chœur et orchestre de Gustav Mahler. 

## Fiche technique
- Titre : Das klagende Lied
- Composition : 1879-80, révisions 1883, 1898.
- Durée : 70 minutes
- Création : 17 février 1901, sous la direction du compositeur[1].
- Publication :

### Orchestration

#### Version originale
- Solistes : soprano, alto, ténor, baryton - soprano garçon, alto garçon
- Chœur mixte
- Orchestre principal : 3 flûtes, 2 piccolos, 2 hautbois, cor anglais, 3 clarinettes, 3 bassons, 4 cors, 4 trompettes, 3 trombones, 2 tubas basse, timbales, percussions (triangle - cymbales - tamtam, i.e. gong asiatique - grosse caisse), 6 harpes, cordes.
- Orchestre 'lointain' ('Fernorchester') : 3 flûtes, 4 clarinettes, 3 bassons, 4 bugles, 2 cornets, timbales, percussions.

#### Version révisée de 1898
- Solistes : soprano, alto, ténor - soprano garçon ad libitum.
- Chœur mixte
- Orchestre principal : 3 flûtes, un piccolo, 3 clarinettes, 3 hautbois, 1 cor anglais, 3 bassons, 4 cors, 4 trompettes, 3 trombones, 1 tuba basse, timbales, percussions (triangle, cymbales, tamtam, grosse caisse), 2 harpes, cordes.
- Orchestre 'lointain' : 3 flûtes, 2 hautbois, 4 clarinettes, 4 cors, 2 trompettes, timbales, triangle, cymbales, triangle.

## Histoire
Mahler a emprunté l'histoire à deux contes :
- l'un de Ludwig Bechstein (1801-1860), éponyme, dans le Neues deutsches Märchenbuch (1856)
- l'autre des frères Grimm, Der singende Knochen (L'Os chantant), dans Kinder- und Hausmärchen (Les Contes de Grimm, conte n° 28).

S'inspirant de ces deux sources, Mahler établit en 1878 son propre texte pour sa cantate. Il entreprit de composer la partition à partir de 1879. L'œuvre fut achevée en novembre 1880 sous le titre de Märchen in drei Abtheilungen (Conte en trois parties) :

### Composition
Trois parties :
1. Waldmärchen (Conte de la Forêt)
2. Der Spielmann (Le Ménestrel)
3. Hochzeitsstück (Pièce nuptiale)

### Création et réception
Mahler présenta cette œuvre en 1881 au concours Beethoven de la Société des amis de la musique de Vienne (le Musikverein). Dès le premier examen elle fut écartée. Mahler tenta sans succès de la présenter à plusieurs autres concours.
Mahler entreprit une première révision en 1883 : élimination de la 1re partie, suppression de l’orchestre lointain dans les 2e et 3e parties, réduction du nombre des solistes de 11 à 4, du nombre de harpes de 6 à 2.
Ce n’est qu’en 1898 que Mahler, alors directeur du Hofoper à Vienne, trouva un éditeur. Mahler retravailla l’œuvre avant édition, y réincluant l’orchestre lointain dans la 3e partie.
Le 17 février 1901, Mahler dirigeait pour la première fois son œuvre, en 2 parties. Elle trouva peu d’écho auprès de la critique, même si elle souleva l’enthousiasme d’Alban Berg.
La partition originale parvint par voie d’héritage à la sœur de Mahler, Justine, puis au fils de celle-ci, Alfred Rosé. Ce dernier conduisit la première exécution de la première partie, Waldmärchen, en 1934, à Brünn (Brno, aujourd’hui en République tchèque). En 1935, il combina cette première partie avec la version révisée de 1898 créée par Mahler en 1901, aboutissant ainsi à une version hybride en 3 parties. Il ne publia pas le reste de la partition originale, qu’il finit par vendre en 1969 au collectionneur James M. Osburn, lequel en fit don à l’Université de Yale.
Il y a donc trois versions de l’œuvre :
- Version 1898, en deux parties, 1re exécution en 1901 par Mahler à Vienne.
- Version hybride en 3 parties, avec réintroduction du Waldmärchen original et les Spielmann et Hochzeitsstück de 1898, exécution par Pierre Boulez en 1970 à Londres.
- Version originale intégrale, en 3 parties, édition critique de Reinhold Kubik publiée en 1997, exécution la même année par Kent Nagano à Hambourg.

## Argument et analyse

### Waldmärchen
Conte de la Forêt
Une jeune reine repousse tous ses prétendants. Elle n’épousera que celui qui lui rapportera de la forêt certaine fleur rouge.
Deux frères se mettent en quête – l’aîné est dur et violent, le cadet tendre et doux. C’est le plus jeune qui trouve la fleur ; il la fixe à son chapeau, s’étend sous un saule, et s’endort. Son frère survient, lui passe son épée au travers du corps, et s’empare de la fleur.

### Der Spielmann
Le Ménétrier
Un ménétrier vient à passer près du saule où gît sous les feuilles le squelette du jeune homme assassiné. Un os traîne au sol, le ménétrier le ramasse, et en façonne une flûte. Lorsqu’il la porte à sa bouche, la flûte se met d’elle-même à chanter, et à raconter l’horrible histoire.

### Hochzeitsstück
Pièce nuptiale
Jour de liesse au château, la reine épouse le fratricide. Nombreuse assistance, musique, réjouissances, la fête bat son plein. Le ménétrier arrive ; portant à sa bouche la flûte, celle-ci reprend son ‘chant plaintif’. Le nouveau roi la lui arrache, et la flûte alors l’accuse explicitement du meurtre. Effroi de l’assistance, qui s’enfuit en désordre ; les murs s’effondrent. Le silence retombe.

## Source
Article Das klagende Lied (Mahler) de Wikipedia allemand

## Discographie
- Grace Hoffman, Evelyn Lear & Elisabeth Söderström : Sopranos ; Stuart Burrows & Ernst Haefliger : Ténors ; Gerd Nienstedt : Baryton ; Chœur & Orchestre Symphonique de Londres : Pierre Boulez. (1CD Sony)